# 具齿叶蝉属
具齿叶蝉属（学名：Dentatus）为叶蝉科的一个属。

## 下属物种
本属包括以下物种：
- 橙色具齿叶蝉 Dentatus oraninous